# Port lotniczy Sisimiut
Port lotniczy Sisimiut (IATA: JHS, ICAO: BGSS) – port lotniczy w Sisimiut na Grenlandii, położony ok. 4 km na północny zachód od głównej części miasta.

## Linie lotnicze i połączenia
| Linia Lotnicza | Kierunek                                                      |
| -------------- | ------------------------------------------------------------- |
| Air Greenland  | 1. Aasiaat 2. Ilulissat 3. Kangerlussuaq 4. Maniitsoq 5. Nuuk |